# Beta Tauridi
Le Beta Tauridi sono uno sciame meteorico diurno, visibili quasi esclusivamente via radio in quanto il radiante è molto vicino alla posizione del Sole, e quindi il sorgere del Sole nasconde le meteore alla vista.
La loro sigla internazionale è BTA.
Le Beta Tauridi sono normalmente attive dal 5 giugno al 18 luglio, il picco massimo capita attorno al 29 giugno quando la Terra transita per la longitudine solare 98,3°, il loro radiante durante il picco è situato alle coordinate celesti AR 5h 18m, DEC +21,2°.
La loro frequenza durante il picco, misurata attraverso osservazioni radio e radar, raggiunge circa 25 ZHR.
Lo sciame delle Beta Tauridi è stato originato dalla cometa 2P/Encke, come pure gli sciami gemelli delle Tauridi Nord e le Tauridi Sud, visibili a fine ottobre - inizio novembre. Il 30 giugno 1908, un frammento di questo sciame, di una trentina di metri di diametro circa, avrebbe causato la catastrofica esplosione nel cielo siberiano, nota come Evento di Tunguska.